# Guillaume Herincx
Guillaume Herincx, né en 1621 et mort en 1678, est un théologien franciscain, actif dans les Pays-Bas méridionaux, nommé évêque d'Ypres en 1677.

## Biographie

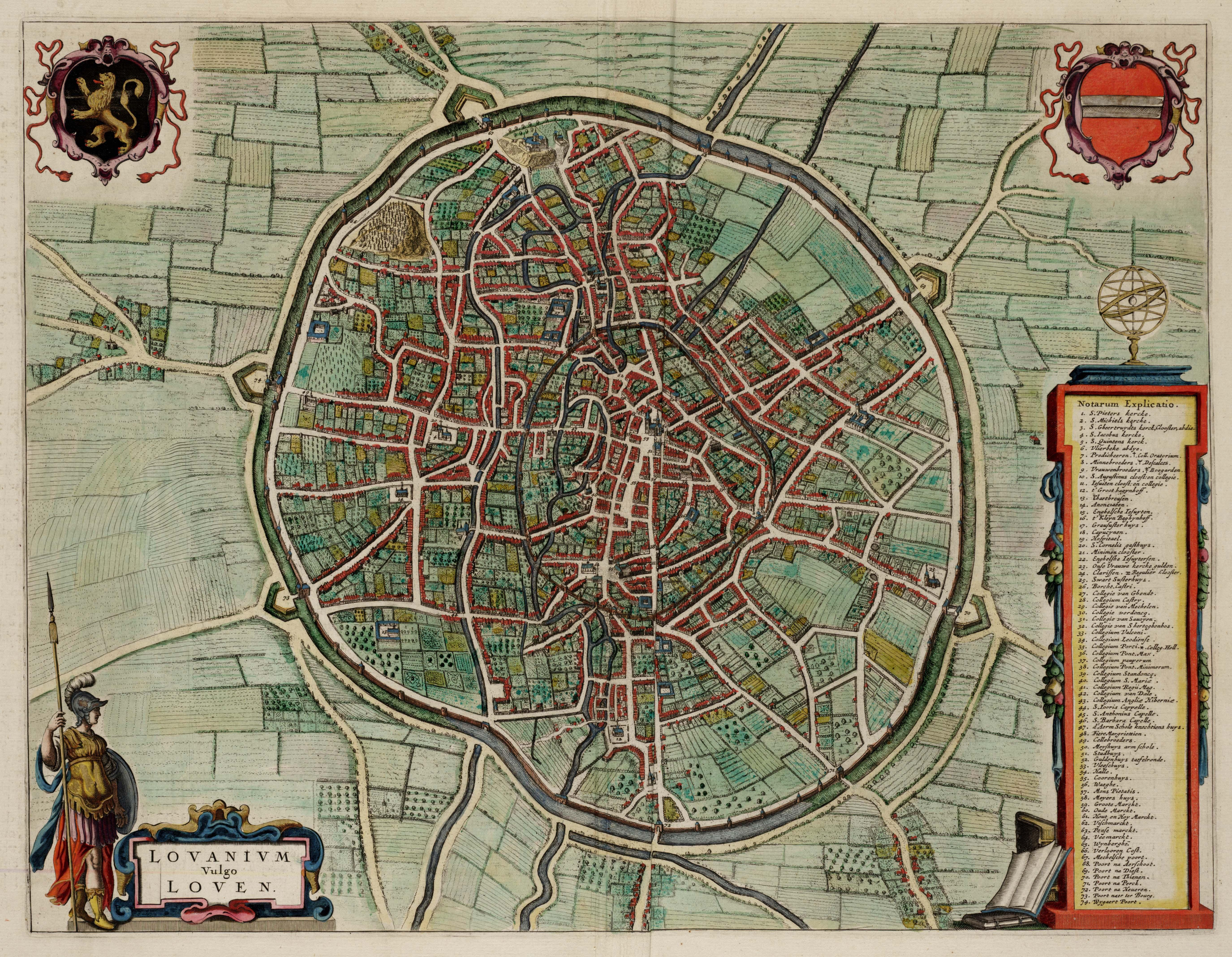
Louvain en 1648 (Atlas Van Loon)

Guillaume est né à Helmond (Pays-Bas) en 1621. Entré dans l'ordre des frères mineurs franciscains au couvent des récollets de Louvain, il y enseigne durant une quinzaine d'années la théologie scotiste, conformément à la tradition de son Ordre, avant de recevoir le grade de lecteur jubilé(?), c'est-à-dire l'équivalent du doctorat. 
Par la suite, il est nommé successivement ministre (supérieur) provincial (à deux reprises), définiteur général et commissaire général des pays du nord de l'Europe. En 1677, le roi Charles II le désigne comme évêque d'Ypres. Il n'administrera son diocèse que quelques mois, puisqu'il décède dans sa ville épiscopale en 1678, laissant un volumineux cours de théologie, qui connaîtra un vif succès, avec pas moins de trois éditions entre 1660 et 1704.

### Écrit
- Summa theologia scolastica et moralis in quatuor partes distributa, Anvers, 1660-1664; 1675-1680; 1702-1704.

### Etude
- Eu. de Seyn, Herincx Guillaume, in Dictionnaire biographique des Sciences, des Lettres et des Arts en Belgique, tome II, Bruxelles, Editions L'Avenir, 1936, p. 561, col. 2 - p. 562, col. 1.